# 스도우 마아사
스도우 마아사(須藤茉麻, 1992년 7월 3일 ~ )는 도쿄도 출신의 여성 아이돌 가수이다. 연극여자부 플레잉 매니저이며, 업프런트 크리에이트(업프런트 그룹) 소속이다.

## 인물
- 친구 츠구나가 모모코

## 활동

### 백댄서
- 후지모토 미키「부기트레인 '03」(PV 수록, 싱글V 수록)

### 텔레비전
- 요로시쿠! 센빠이 (2004년 1월 5일 - 4월 2일, 테레비도쿄)
- 무스메DOKYU! (2005년 4월 4일 - 6월 17일, 테레비도쿄)
- 베리큐! (2008년 3월 13일 - 10월 3일, 테레비도쿄)
- 요로센! (2008년 10월 6일 - 2009년 3월 27일, 테레비도쿄)
- 미녀방담 (2009년 7월 23일 · 30일, 테레비도쿄)
- 이나즈마 일레븐 (테레비도쿄) - 미도 레이카 역
- 수학♥여자학원 (2012년 1월 11일 - 3월 28일, 니혼테레비) - 오오쿠보 후유미 역

### 영화
- 미니모니。더 무비 과자 대모험! (2002년, 도에이)
- 강아지 단 이야기 (2002년 12월 14일 - , 도에이)
- Promise Land ~ 클로버즈의 대모험 ~ (2004년 7월 17일 - 9월 5일, 후지테레비 오다이바 모험왕 2004에서)
- 라이트노블 즐겁게 쓰는 법 (2010년 12월) - 야부사메 츠루기 역
- 왕게임 (2011년 12월 17일, BS-TBS)

### 사진집
- 1st 솔로 사진집「maasa」(2009년 3월 11일, 카도카와그룹퍼블리싱) ISBN 978-4-04-895045-9

### DVD
- "스도우 마아사 사진집「maasa」" 메이킹 DVD ~특별편집판~ (2009년 4월 15일)

### 무대
- 극단 게키하로 제10회 공연「타이쇼 낭만 하이칼라 탐정왕 푸른 루비 살인 사건」(2011년 6월 29일 - 7월 3일)
- 어른의 보리차 제19번째 공연「B·B ~bumpy buddy~」(2012년 5월 9일 - 15일, 키노쿠니야 홀)